# نادي كوبريلوا
نادي كوبريلوا الرياضي (بالإسبانية: Club de Deportes Cobreloa SADP)‏ هو نادي كرة قدم تشيلي من كالاما، إقليم أنتوفاغاستا. يلعب النادي في دوري الدرجة الأولى (Primera B). الملعب الرئيسي للنادي هو ملعب زروس ديل ديسيرتو.